# Fer nigripennis
Fer nigripennis är en insektsart som beskrevs av Meng, X. och L. Xie 2007. Fer nigripennis ingår i släktet Fer och familjen gräshoppor. Inga underarter finns listade i Catalogue of Life.